# Dolores (kommun i Honduras, Departamento de Copán, lat 14,88, long -88,82)
Dolores är en kommun i Honduras.   Den ligger i departementet Departamento de Copán, i den västra delen av landet, 190 km nordväst om huvudstaden Tegucigalpa. Antalet invånare är 4 906.